# 西马尼
西马尼（希臘語：Δυτική Μάνη）是希腊伯罗奔尼撒大区麦西尼亚专区的市镇，行政中心为卡尔扎米利镇。市镇面积为402.8平方公里，2021年人口数量为5,875人。
此市镇设立于2011年地方政府改革中，由原两个市镇合并而成，原市镇则成为新市镇的两个市区。